# 30698 Hippokoon
30698 Hippokoon este o planetă minoră (asteroid), cu un diametru de 18,293 km, din Asteroid troian al lui Jupiter. A fost descoperită pe 16 octombrie 1977 la Observatorul Palomar de Cornelis Johannes van Houten. 
Obiectul prezintă o orbită caracterizată de o semiaxă mare de 5,1809857 UAi, o excentricitate de 0,063, o înclinație de 7,87344 ° în raport cu ecliptica.